# Resolução 92 do Conselho de Segurança das Nações Unidas
Resolução 92 do Conselho de Segurança das Nações Unidas, foi aprovada em 8 de maio de 1951, recordando as suas resoluções anteriores exigindo um cessar-fogo no conflito árabe-israelense, o Conselho notou a preocupação que a luta havia começado e em torno da zona desmilitarizada estabelecida pelo Acordo de Armistício Geral de Israel-Síria, de 20 de julho de 1949, e que a luta continuava, apesar da ordem de cessar-fogo do Chefe Interino do Estado-Maior da Organização de Supervisão de Trégua das Nações Unidas na Palestina. O Conselho apelou às partes para que as pessoas nas áreas em questão cessassem-fogo e chamou-os a cumprir as suas obrigações e compromissos com resoluções e acordos anteriores.
Foi aprovada com 10 votos, a União Soviética se absteve.